# Писиеви
Писиевите (Pleuronectidae) са семейство актиноптери от разред Писиеподобни (Pleuronectiformes).
Таксонът е описан за пръв път от Жорж Кювие през 1816 година.

## Родове
Подсемейство Paralichthodinae
- Paralichthodes

Подсемейство Pleuronectinae
- Acanthopsetta
- Atheresthes
- Cleisthenes – Остроглави камбали
- Clidoderma
- Dexistes
- Embassichthys
- Eopsetta
- Glyptocephalus
- Hippoglossoides
- Hippoglossus
- Hypsopsetta
- Isopsetta
- Kareius
- Lepidopsetta
- Limanda – Лиманди
- Liopsetta
- Lyopsetta
- Microstomus
- Parophrys
- Platichthys
- Pleuronectes
- Pleuronichthys
- Psettichthys
- Pseudopleuronectes
- Reinhardtius
- Tanakius
- Verasper

Подсемейство Poecilopsettinae
- Marleyella
- Nematops
- Poecilopsetta

Подсемейство Rhombosoleinae
- Ammotretis
- Azygopus
- Colistium
- Oncopterus
- Pelotretis
- Peltorhamphus
- Psammodiscus
- Rhombosolea
- Taratretis